# Pancraci
|  | Per a altres significats, vegeu «Pancrates». |

El pancraci (del grec παγκράτιον, "pankràtion", παν "pan", tot, i κράτος "kratos", força, en llatí Pancratium) és una violenta forma de lluita que va aparèixer el 648 aC, a la 33 olimpíada, com a combinació de la lluita i el pugilat. Es considerava una de les formes més dures de lluita a causa de la seva violència i es requeria un gran pes corporal. Al gimnàs no es practicava gaire, i hi havia una forma modificada, més suau pels nois. Segons els metges antics, no era beneficiós per la salut.
A Esparta, el pancraci reglat estava prohibit, però el nom s'aplicava a una lluita ferotge i sense normes, on hi estava permès absolutament tot: cops, mossegades, puntades de peu, ofegaments, ficar els dits als ulls, en fi, qualsevol forma de poder vèncer l'adversari. El combat acabava quan un dels lluitadors abandonava; sovint, tant guanyador com perdedor acabaven amb alguna orella escapçada, algun membre trencat o, si més no, amb el cos ben nafrat. Algunes vegades la lluita concloïa amb la mort d'un dels combatents. Era un dels esports més populars als Jocs de l'Antiga Grècia.

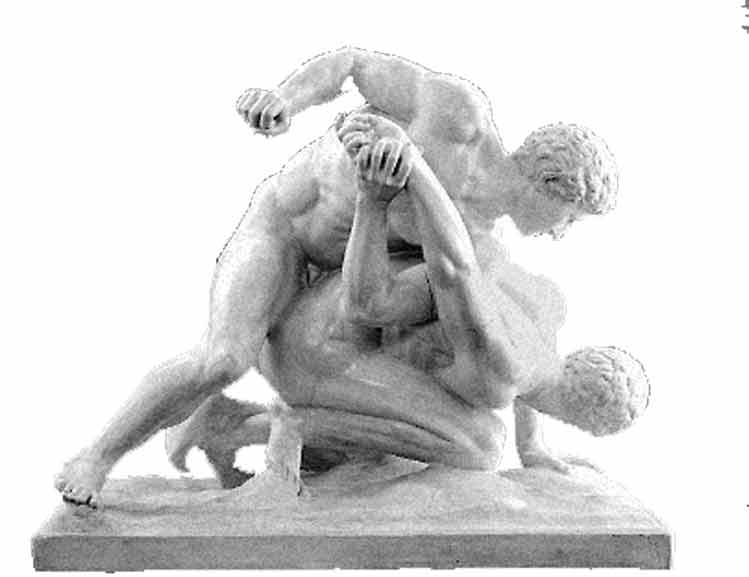
"Els lluitadors", estàtua de la Galeria Uffizi (Florència). Reproducció d'una estàtua de bronze del.

Els participants, anomenats παγκρατιασταὶ ("pankratiastaí") combatien nus i portaven el cos ungit amb oli i recobert d'arena per permetre una bona subjecció per part de l'oponent. Quan dos lluitadors iniciaven el combat ho feien amb els braços estirats i buscaven una posició favorable per immobilitzar l'oponent o posar-lo de cara al sol per dificultar-li la lluita. Després d'aquesta introducció venia la lluita real, encara que alguns lluitadors, com ara un anomenat Sòstrat de Sició, havia aconseguit victòries només amb els preliminars, fen que l'oponent descobrís la seva habilitat i fortalesa i renunciés a la lluita. En el pancraci reglat no es permetien les mossegades ni els cops de cap, contraris als reglaments i que comportaven la desqualificació. La victòria es decidia quan un dels contrincants es rendia (o moria). Com que els Jocs eren públics, moltes de les formes d'atac i de defensa del pancraci s'adoptaven per altres lluitadors. Llançar-se violentament contra l'oponent era la forma més comuna de començar. Moltes de les claus més comunes que s'utilitzaven van ser copiades en una mena de dansa que s'anomenava "dansa gimnopèdica". La lluita es desenvolupava quasi sempre a terra, en la part més decisiva, i Plató, considerant que això no era prou noble, a Les Lleis va desterrar aquesta competició substituint-la per una lluita de guerrers amb armes lleugeres (πελταστική "peltastiké" o lluita de peltastes).

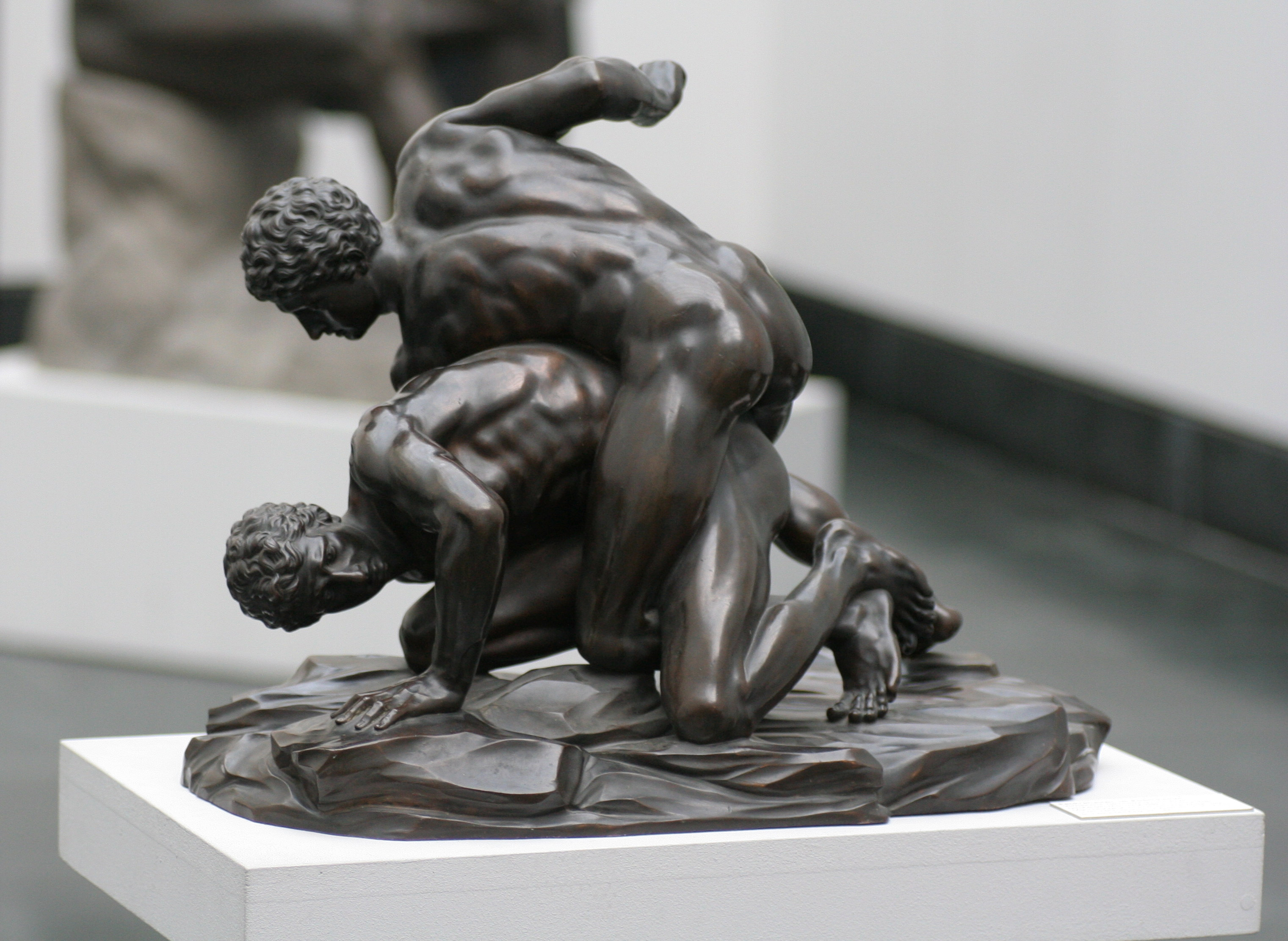
Petita reproducció de bronze a Múnic d'una figura romana de marbre del que representa el pancraci grec.

Homer no menciona aquest tipus de competició i sembla que el pancraci va ser introduït als Jocs Olímpics, a l'Olimpíada 33 (648 aC), però ja existia abans si bé no havia adquirit prou desenvolupament. El seu origen estaria en la lluita entre dues persones, pròpia de les tribus sense civilitzar, i primer es va introduir a Esparta, que el va mantenir en un estat proper a les lluites originals. La llegenda diu que Teseu va ser l'inventor del pancraci en la seva lluita contra el Minotaure, ja que no portava espasa. Hèracles segons algunes tradicions, va ser campió de pancraci. Alguns autors descriuen lluites d'altres herois amb aquest tipus de lluita, però són ficcions literàries.
Després de la introducció a les olimpíades es va estendre a altres jocs per tot Grècia. A l'època imperial es va estendre a Itàlia. A l'Olimpíada 145 (el 200 aC) es va introduir el pancraci per a nois i el primer guanyador va ser Fedim, nascut a una ciutat de la Tròade. Apareixen també guanyadors als jocs Pítics (Olaides de Tebes el primer conegut, a l'olimpíada 108), i als Jocs Ístmics (on no apareix el pancraci per nois fins al temps de Domicià però sens dubte ja es practicava abans).
Filòstrat d'Atenes considerava el pancraci el més bell de tots els jocs atlètics. En una sola exhibició la boxa i la lluita apareixien unides i se'n podia gaudir. Segons Llucià de Samòsata, el pugilat era el component principal d'aquest sistema de lluita, encara que els lluitadors no portaven cap mena de protecció als punys per poder usar lliurement els dits.
A Roma el pancraci apareix per primer cop en uns jocs organitzats per Calígula i va esdevenir molt popular. Encara era un espectacle en temps de Justinià I, i els cònsols l'havien d'organitzar per donar diversió al poble.